# 16 سايكي
سايكي 16 أو (16 Pysche ) , هو أحد الكويكبات العشرة الكبيرة في حزام الكويكبات , ويبلغ قطره أكبر من 200 كيلومتر وكتلته أقل بقليل من 1% من كتلة الحزام بأكلمه , وهو أكبر كويكبات النوع أم , تم اكتشاف سايكي من قبل هانيبعل دي جاسبريس في 17 مارس عام 1852 من مدينة نابولي , وتمت تسميته على الأساطير القبرصية.

## الرمز
أول خمسين كويكب مكتشف قد تم اعطائهم رمز كدلالة مؤقتة من قبل الفلكيين لحين اعطائهم أسماءً دائمة , في 1851 قام يوهان إنكي باقتراح أرقام متسلسلة للأجرام المكتشفة , وصادف ذلك أن يكون سايكي 16 هو أول من تم تمييزه عن طريق هذا المخطط من قبل جيمس فرجسون عام 1852, على الرغم من تميزه برقم فقد حظي كذلك هو وبعض الكويكبات المكتشفة من بعده برمز مميز لكل منها . حيث حظي سايكي 16 بنصف دائرة متوجة بنجمة.

## الهيئة
ملاحظات الرادار حددت أن سايكي له تركيبة مكونة من الحديد والنيكل النقيان بالكامل, وعلى غير العادة في كويكبات النوع أم سايكي لا يظهر أي وجود للمياه على سطحه , ولا حتى أي علامات على المعادن الحاملة للمياه على سطحه , وهذا «يتوافق» مع ما تظهره النتائج من كونه جرم معدني نقي , كذلك المعطيات تظهر أن هناك وجود قليل للبيروكسين.
سايكي يظهر على أنه نواة كوكب مكشوفة من جسم متحول متمايز أكبر , (أي يعتقد أنه بالأساس كان عبارة عن جزء من نواة جسم أكبر بكثير انفصل عنه لأسباب لا زالت غير معلومة , لكنها على الأغلب اصطدام كوني) , وإذا كان سايكي هو بالفعل جسم منفصل فإننا نتوقع أن نجد أجرام أخرى لها مدار مشابه لمداره , وعلى الرغم من ذلك فإنه لا ينتمي إلى أي عائلة كويكبية, وبالتالي لا توجد أجسام أخرى لها مدار مشابه لمداره.
يوجد افتراض يقول أن سايكي قد تشكل خلال اصطدام حصل في وقت مبكر جداً من عمر المجموعة الشمسية , والأجزاء الخارجية للجرم الأم الذي كان سايكي في نواته قد تبعثرت وتبددت من خلال اصطدامات فلكية تسببت بعدم مقدرتنا على إيجاد أجرام لها مدار مشابه.
سايكي له كتلة عالية كفاية لدرجة أن تأثيره على الكويكبات المجاورة له يمكن قياسه , وهو بالتالي ما أمكن إعطاء ملاحظات مقبولة , معطيات قمر الأشعة تحت الحمراء الفلكي (IRAS) أظهرت أنه ذو قطر يبلغ 253 كم , ملاحظات الاحتجاب أظهرت أن له أبعاد 214x181كم, تقديرات حديثة قلصت من قطر سايكي قليلاً لكنها زادت قابليته بأن يكون جسماً معدنياً بسبب الكثافة العالية له التي لا تناسب سوى جسماً معدنياً , يبدو سايكي على أن له سطح عادي نقي وجسم بيضاوي تقريباً , مراقبات حديثة لانحناء الضوء تظهر أن قطبه يشير إما إلى إحداثيات بروجية هي (β, λ) = (−9°, 35°) or (β, λ) = (−2°, 215°) مع عشر درجات غير متأكد منها, وبالتالي هذا يعطيه ميل محوري يبلغ 95 درجة.
احتجابان نجميان قد تم رصدمها من المكسيك في 22 مارس 2002 والآخر في 16 مايو 2002 , أظهرت أن اختلافات الانحنائات الضوئية تحدد كون جسم الكويكب ليس بكروي , وهو ما يتوافق مع بيانات الرادار.
هناك احتمالية أنه على الأقل بعض عينات نيازك الكوندريت الإنستاتية قد أتت بالأساس من هذا الكويكب , وذلك بناءً على تحليلات طيفية متشابهة.

## الاستكشافات
لا توجد مركبة فضائية قد زارت سايكي بعد, لكن هناك مقترح لواحدة غير مأهولة تقوم بالدوران حوله اقترحها فريق بقيادة ليندلي الكنس , المدير لمدرسة استكشاف الأرض والفضاء في جامعة ولاية أريزونا , جادل الفريق بأن سايكي ذو أهمية بالغة بسبب أنه الجرم الوحيد المكتشف لحذ الآن والمكون من نواة سابقة , المركبة المفترحة ستدور حوله لمدة ستة أشهر , دارسةً طبوغرافيته وخصائصه السطحية , وجاذبيته , ومغناطيسيته , وبعض الخصائص الأخرى , وستكون المركبة مجهزة بتقنيات متوفرة حالياً وذلك لتجنب التكلفة العالية لتطوير تقنيات جديدة لأجل هذه المهمة , الفريق الذي أمضى سنة ونصف في دراسة هذه المهمة سيقدمها للعلن في 2015 , كمقترح لناسا من أجل برنامج الاكتشاف الذي يدعوا لمهام اكتشاف آلية منخفضة التكلفة.